# Convento del Carmen Calzado (Madrid)

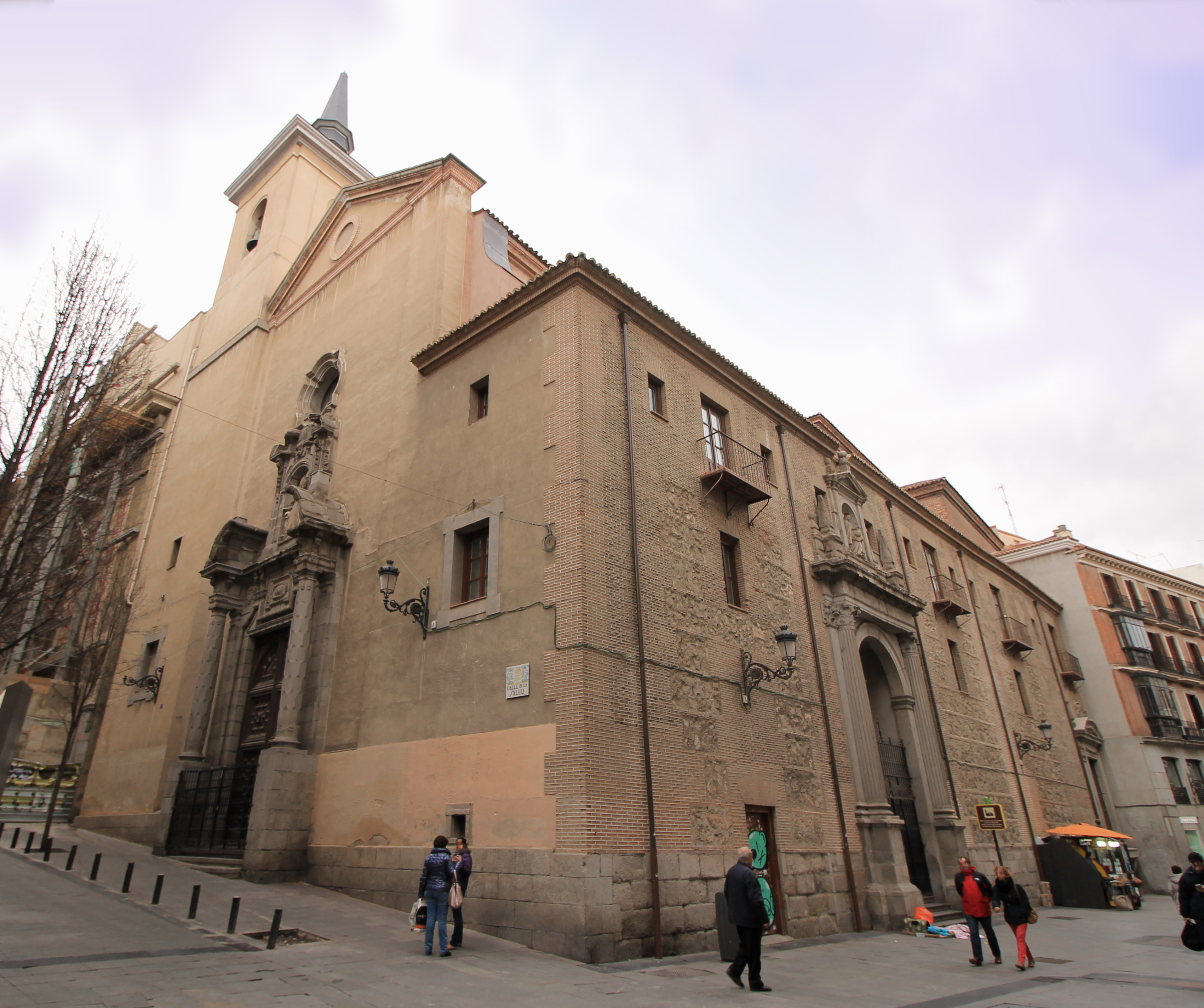
La iglesia de Nuestra Señora del Carmen y San Luis Obispo es el único resto que pervive del antiguo convento.

El convento del Carmen Calzado fue un convento adscrito a la Orden del Monte Carmelo ubicado en la zona que ocupa actualmente la plaza del Carmen en Madrid. Fue fundado en el año 1573. La desamortización realizada a finales del siglo xix dejó tan sólo la iglesia parroquial del Carmen y el ensanche del área de la plaza del Carmen (que heredó el nombre del desaparecido convento). Una de las diez calles que desembocan en la Puerta del Sol, y que pasa por la fachada de la iglesia parroquial, se denomina calle del Carmen. El solar del convento se dedicó a la edificación del Frontón Central, que se convertiría en el Cine Madrid.

## Historia
En 1541, reinando Felipe II, se desalojó y derribó una mancebía madrileña, propiedad de María de Peralta y Francisco Jiménez, y en su solar liberado se levantó el convento del Carmen Calzado. El convento, fundado en 1575, contó desde sus inicios con el patrocinio del rey y de su hermana Juana de Austria. A tal fundación alude el autor Ramón Mesonero Romanos en su Manual de Madrid, de 1831: 

En 1575 se fundó este convento por la religión, contribuyendo a ello la villa de Madrid, en el mismo sitio que ocupaba la casa de mujeres públicas. El templo es de los más grandes y de mejor arquitectura que tiene Madrid, con muy buenas capillas y efigies.
Ramón Mesonero Romanos.

Inicialmente, el convento fue puesto bajo la advocación de San Dámaso pero popularmente, por el nombre de la Orden, se denominó «del Carmen Calzado». La misa inaugural corrió a cargo del nuncio pontificio Juan Bautista Castaneo, elegido papa posteriormente (1590) con el nombre de Urbano VII. La cercanía del convento a la Puerta del Sol lo convirtió pronto en muy popular, compartiendo protagonismo con San Felipe el Real. Entre 1611 y 1640 el edificio fue rehabilitado por el arquitecto Miguel de Soria. En 1836 el convento fue desamortizado y sus moradores exclaustrados. Su iglesia pervivió hasta la actualidad como parroquia de Nuestra Señora del Carmen y San Luis.